# Semaeopus lienharti
Semaeopus lienharti là một loài bướm đêm trong họ Geometridae.